# Muriet
Muriet ist ein Verwaltungsbezirk (Ward) des Distrikts Arusha (CC) in der tansanischen Region Arusha.

## Geografie
Muriet liegt im Norden von Tansania. Es ist ein Bezirk im Süden der Stadt Arusha, der von der Arusha Bypass Road durchquert wird. Der wichtigste Fluss ist der Olmotoni. Im Südwesten grenzt Muriet an den Distrikt Arusha Rural.
Bei der Volkszählung 2022 lebten hier 53.557 Menschen in 14.522 Haushalten.

## Gliederung
Der Bezirk besteht aus zwölf Stadtteilen (Mtaa):
- Bondeni
- Kati
- Mashariki
- Murieti
- Mlimani
- Msasani
- FFU
- Eluanyi
- Nadosoito Kusini
- Ngorienito
- Oldonyokumur
- Embararwai

## Wirtschaft und Infrastruktur
- Gesundheit: Im Bezirk befindet sich das Muriet Gesundheitszentrum, das auch kleine chirurgische Eingriffe durchführt.[6] Außerdem gibt es eine öffentliche Apotheke im Stadtteil Nadosoito.[7]